# Mycteroplus brunneago
Mycteroplus brunneago là một loài bướm đêm trong họ Noctuidae.